# Красичков, Дмитрий Васильевич
Дмитрий Васильевич Красичков (род. 9 ноября 1982, Липецк, РСФСР, СССР) — российский кикбоксёр, тренер и общественный деятель, 3-кратный чемпион России и мира по кикбоксингу, чемпион Европы и Кубка мира по кикбоксингу. Заслуженный мастер спорта России. 

## Биография
Родился 9 ноября 1982 года в Липецке.
Учился в Липецком государственном педагогическом университете на факультете физической культуры и спорта, окончив с отличием, получив высшее образование (2000–2005). Является кандидатом биологических наук по специальности физиология.
С 2001 года по 2005 год Красичков являлся спортсменом-инструктором в АНФОО СК «Липецкий металлург». С 2006 года по 2009 год проходил обучение в аспирантуре и параллельно был ассистентом кафедры профессиональной подготовки учителя физической культуры. В этом же 2009 году Красичков защитил диссертацию на очной форме обучения в Российском университете дружбы народов  имени Патриса Лумумбы в Москве. Являлся старшим преподавателем кафедры физического воспитания ЛГПУ, работал тренером-преподавателем по кикбоксингу в Задонске Липецкой области.
С 2009 года по 2011 год работал в Региональном исолнительном комитете партии Единая Россия (специалист отдела партийного строительства). С 2012 года по 2013 год – специалист отдела  организационно-спортивной и массовой работы департамента по физической культуре и спорту администрации города Липецка. С 2013 года по 2015 год – начальник ФОК «Новолипецкий».
С января 2016 года по январь 2018 года – помощник ректора по комплексной Безопасности ФГБОУ ВО «ЛГПУ имени П. П. Семенова-Тян-Шанского. С 2018 года по 2020 год являлся тренером по кикбоксингу молодёжного-спортивного Православного клуба «Александр Пересвет» в городе Чаплыгин Липецкой области. С 2020 года по март 2022 год – директор ДЮСШ № 6. С 2019 года и по настоящее время – тренер по кикбоксингу клуба спортивных единоборств «Сталь».

### Личная жизнь
- Женат, воспитывает сына (2005 г.р.)

### Спортивная деятельность
С 12 лет начал заниматься кикбоксингом. До 2000 года принимал участия в соревнованиях по боксу, выполнив норматив Мастера спорта России по боксу. Изначально после открытия секции по кикбоксингу, тренировался у таких заслуженных тренеров России, как у Виктора Ивановича Шилова и Владимира Викторовича Плотникова, а также тренировался у заслуженных тренеров РСФСР по боксу, Георгия Фёдоровича Дроздецкого и Валерия Ильича Шабанова.
До 2003 года выигрывал Кубок мира среди юниоров в Черногории. В  2003 году выигрывал свой первый чемпионат мира по кикбоксингу в городе Ялта. В 2004 году стал лучшим на чемпионате Европы в Черногории, затем два года подряд занимал первое место в чемпионатах, проходящих в Марокко и Швейцарии. В 2003 году Красичков был признан лучшим кикбоксёром мира. В 2005 году выполнил норматив Заслуженного мастера спорта России, в 2003 году выполнил норматив Мастера спорта России международного класса, в 1999 году выполнил норматив Мастера спорта России по боксу.
Спортивная карьера по кикбоксингу началась в 1994 году. В 2009 году Красичков её завершил (1994–2009).

### Общественная деятельность
Работал в молодёжном парламенте города Липецк. Председатель Комиссии по физической культуре и патриотическому воспитанию, член Императорского православного палестинского общества, член совета ветеранов и чемпионов федерации кикбоксинга России, член совета ветеранов центрального спортивного клуба Армии (ЦСКА), член общественного совета при ГУВД города Липецк.

## Спортивные достижения

#### Взрослые чемпионаты
- Чемпионат России по кикбоксингу (Белгород, Россия, 2001).
- Чемпионат России по кикбоксингу (Москва, Россия, 2001)[4].
- Чемпионат России по кикбоксингу (Клин, Россия, 2002).
- Чемпионат России по кикбоксингу (Липецк, Россия, 2003).
- Чемпионат мира по кикбоксингу (Ялта, Крым, 2003)[5].
- Чемпионат России по кикбоксингу (Челябинск, Россия, 2003)[5].
- Чемпионат России по кикбоксингу (Невинномысск, Россия, 2004)[5].
- Чемпионат России по кикбоксингу (Белгород, Россия, 2005)[5].
- Чемпионат России среди студентов по кикбоксингу (Старый Оскол, Россия, 2005).
- Чемпионат России по кикбоксингу (Тула, Россия, 2004).
- Чемпионат Вооружённых сил России по кикбоксингу (Белгород, Россия, 2002).
- Чемпионат мира по кикбоксингу (Швейцария, 2004)[5].
- Чемпионат Европы по кикбоксингу (Черногория, 2004)[6].
- Чемпионат мира по кикбоксингу (Марокко, 2005)[7][5].
- Чемпионат России по кикбоксингу среди Вооружённых сил России (Белгород, Россия, 2001).
- Чемпионат России среди студентов (Старый Оскол, Россия, 2003).

#### Юниорские чемпионаты
- Первенство России по боксу среди СДЮСШОР (Липецк, Россия, 1997).
- Первенство России по кикбоксингу (Красногорск, Россия, 2001).
- Кубок мира по кикбоксингу среди юниоров (Будва, Черногория, 2001)

### Звания
- Заслуженный мастер спорта России по кикбоксингу (2005)[2].
- Мастер спорта России международного класса по кикбоксингу (2003)[2].
- Мастер спорта России по боксу (1999)[2].